# Lernajin Arcach Stepanakert
Lernajin Arcach Stepanakert (orm. „Լեռնային Արցախ“ Ֆուտբոլային Ակումբ Ստեփանակերտ, "Lernajin Arcach" Futbolajin Akumby Stepanakert) – ormiański klub piłkarski z siedzibą w miejscowości Stepanakert.

## Historia
Chronologia nazw:
- 1927–1959: Dinamo Stepanakert (orm. «Դինամո» Ստեփանակերտ)
- 1960–1988: Karabach Stepanakert (orm. «Ղարաբաղ» Ստեփանակերտ)
- 1989–1991: Arcach Stepanakert (orm. «Արցախ» Ստեփանակերտ)
- 1992–1995: rozwiązany z powodu konfliktu zbrojnego
- 1995–1999: Karabach Erywań (orm. «Ղարաբաղ» Երեւան)
- 1999: Karabach Stepanakert (orm. «Ղարաբաղ» Ստեփանակերտ)
- 1999–2002: Karabach Erywań (orm. «Ղարաբաղ» Երեւան)
- 2002–2004: Lernajin Arcach Erywań (orm. «Լեռնային Արցախ» Երեւան)
- 2004: Lernajin Arcach Stepanakert (orm. «Լեռնային Արցախ» Ստեփանակերտ)
- 2004–2007: Lernajin Arcach Erywań (orm. «Լեռնային Արցախ» Երեւան)
- od 2008: Lernajin Arcach Stepanakert (orm. «Լեռնային Արցախ» Ստեփանակերտ)

Klub Dinamo został założony w mieście Stepanakert w 1927 roku. W 1950 zespół startował w rozgrywkach Pucharu ZSRR. W 1960 zmienił nazwę na Karabach Stepanakert, a w 1969 debiutował w Klasie B, strefie zakaukaskiej Mistrzostw ZSRR. W 1970 po kolejnej reorganizacji systemu lig ZSRR klub spadł do Klasy B, rosyjskiej strefy 2, podgrupy 2. Następnie na rok pożegnał się z rozgrywkami profesjonalnymi. W 1972 ponownie występował w Drugiej Lidze, strefie 4, w której zajął ostatnie 19 miejsce i spadł do rozgrywek amatorskich. Dopiero w 1978 klub ponownie startował w Drugiej Lidze, strefie 4, w której występował do 1989. W 1989 przyjął nazwę Arcach Stepanakert. Ostatnie dwa sezony Mistrzostw ZSRR (1990-1991) grał w Drugiej Niższej Lidze.
Następnie, kiedy w grudniu 1991 na terenie Górskiego Karabachu rozpoczął się konflikt zbrojny pomiędzy Ormianami i Azerami, piłkarskie rozgrywki przestały istnieć.
W 1995 w Erywaniu został założony klub o nazwie Karabach Erywań, który kontynuował tradycje Arcachu Stepanakert w najwyższej lidze Armenii. W 2000 klub występował w Aradżin chumb po czym w 2001 powrócił do Bardsragujn chumb. W 2002 zmienił nazwę na Lernajin Arcach Erywań, a w 2003 z przyczyn finansowych nie uczestniczył w rozgrywkach. W 2004 klub na krótki okres powrócił do Stepanakertu, jednak potem grał Aradżin chumb w na stadionie w Erywaniu. W latach 2005–2006 ponownie występował w najwyższej lidze. Potem zawiesił działalność, a dopiero w 2008 ponownie przeniósł się do Stepanakertu, i od sezonu 2009 jako Lernajin Arcach Stepanakert występował w mistrzostwach Górskiego Karabachu.

## Sukcesy
- Druga Liga ZSRR, strefa 9: 3. miejsce (1979)
- Puchar ZSRR: 1/64 finału (1986/87)
- Mistrzostwo Azerskiej SRR: mistrz (1977)
- Mistrzostwo Armenii: 7. miejsce (1995/96)
- Puchar Armenii: 1/4 finału (1998, 2001)